# Сулејман ел Халаби
Сулејман ел Халаби (Алепо 1777. - Каиро, 17. јун 1800) је био курдски студент теологије, познат као атентатор на Жана Батиста Клебера.

## Биографија
Сулејман је рођен 1777. године у Алепу у Сирији. Припадао је познатој породици Ванес. Његов отац, Мухамед Амин, радио је као продавац маслаца и маслиновог уља. Отац га је 1797. године послао у Каиро (Египат) на универзитет Ал-Азхар. Тамо је следеће године дошло до Наполеоновог похода. Француски војсковођа заузео је Каиро, након чега је напао Сирију. Након неуспешне опсаде Акре, Наполеон се повукао из Египта, остављајући Жана Батиста Клебера као команданта француских окупационих снага. Сулејман је 14. јуна 1800. године дошао до Клеберове куће, прерушен у просјака. Након што му је генерал пружио руку на пољубац, насилно је повукао генерала према себи и забио му бодеж четири пута. Клеберов главни инжењер покушао је да га одбрани, али је и он тешко рањен (иако не смртно). Сулејман се сакрио у оближњем парку где га је пронашао један француски војник. Претресавши га, нашао је бодеж којим је убијен Клебер. Сулејман је ухапшен и мучен. Десна рука му је спаљена до костију, док је негирао везу са локалним покретачима отпора. Осуђен је на смрт набијањем на колац. Погубљење је извршено на главном тргу у Каиру где је Сулејман умирао неколико сати. Након смрти тело је раскомадано, француски војни лекар је очистио костур, и Сулејманова лобања послата је у Француску где су је проучавали студенти медицине.